# Till Schumacher
Till Sebastian Schumacher (* 10. Dezember 1997 in Essen) ist ein deutscher Fußballspieler.

## Karriere

### Verein
Schumacher begann seine Karriere bei Rot-Weiss Essen. Zur Saison 2013/14 wechselte er in die Jugend von Borussia Dortmund, in der er bis 2016 spielte. Im Oktober 2015 stand er erstmals im Kader der viertklassigen Reserve des BVB. Für diese debütierte er im August 2016 gegen die SG Wattenscheid 09 in der Regionalliga. In der Saison 2016/17 kam er zu insgesamt 16 Einsätzen in der vierthöchsten Spielklasse. In der Hinrunde der Saison 2017/18 kam er nicht mehr zum Zug. Daraufhin wechselte der Außenverteidiger im Januar 2018 nach Tschechien zum Erstligisten FC Vysočina Jihlava. Bis zum Ende der Spielzeit absolvierte er alle 14 Partien von Vysočina in der HET Liga, aus der der Klub zu Saisonende allerdings abstieg.
Nach dem Abstieg kam er zu Beginn der Saison 2018/19 noch zu fünf Einsätzen in der FNL, ehe er sich im August 2018 dem Erstligisten Bohemians Prag 1905 anschloss. Für den Hauptstadtklub kam er in der Saison 2018/19 zu zehn Erstligaeinsätzen. In der Saison 2019/20 absolvierte Schumacher zwölf Partien für die Bohemians. In der Saison 2020/21 kam er zu 20 Einsätzen in der höchsten Spielklasse Tschechiens.
Im August 2021 wechselte er zum österreichischen Bundesligisten SK Austria Klagenfurt, bei dem er einen bis Juni 2022 laufenden Vertrag erhielt. In drei Jahren bei der Austria kam er zu 77 Einsätzen in der Bundesliga. Nach seinem Vertragsende verlässt er Klagenfurt nach der Saison 2023/24.
Zur Saison 2024/25 kehrte Schumacher dann nach sechseinhalb Jahren im Ausland nach Deutschland zurück und wechselte gemeinsam mit Phillip Menzel zum Drittligisten 1. FC Saarbrücken.

### Nationalmannschaft
Schumacher spielte von der U-18 bis zur U-20 zwischen 2014 und 2016 achtmal für deutsche Jugendnationalauswahlen.